# جنی (خواننده)
این یک نام کره‌ای است؛ نام خانوادگی کیم است.
کیم جنی (کره‌ای: 김제니؛ زادهٔ ۱۶ ژانویه ۱۹۹۶) که بیشتر با نام هنری جنی (کره‌ای: 제니) شناخته می‌شود، خواننده و رپر اهل کره جنوبی است. او در سال ۲۰۱۶ و به عنوان عضو گروه بلک‌پینک و تحت لیبل وای‌جی انترتینمنت وارد دنیای موسیقی شد.

## اوایل زندگی
جنی کیم در سئول، کره جنوبی متولد شد. او تک فرزند خانواده است و به مدت پنج سال در کمپانی وای جی کارآموز بود. جنی با انتشار ویدیوئی از رپ خواندنش در سال ۲۰۱۲، توانست در مرکز توجه قرار بگیرد. جنی در سن ۸–۹ سالگی سفری به استرالیا و نیوزیلند داشت وقتی که در نیوزیلند بود مادرش از او سؤال کرد اگر نیوزیلند را دوست دارد در آنجا بماند و جنی جواب بله را داده و زندگی خود را در نیوزیلند شروع کرد و در مدرسه ای‌سی‌جی پارنل نیوزیلند تحصیل کرد.
جنی هنگام اقامت در نیوزیلند به کی-پاپ علاقهٔ بسیاری پیدا کرد؛ مادرش قصد داشت جنی را در سن ۱۴ سالگی برای ادامه تحصیل به ایالات متحده در فلوریدا ببرد تا بتواند در آینده معلم یا وکیل شود اما این شغل ها؛ شغل‌های دلخواه جنی نبوده و فکر می‌کرد نتواند شغلی پیدا کند اما موفق شد یک خواننده کره ای شود.

## حرفه
جنی در اواسط اکتبر ۲۰۱۸ فعالیت خود به عنوان یک خوانندهٔ تک‌خوان آغاز کرد. در میانهٔ آماده‌سازی برای شروع کار تکی، تصمیم بر آن شد که برای اولین بار، جنی تک آهنگ خود را به نام «سولو» (به معنای تک و تنها) در کنسرت «در ناحیهٔ شما» اجرا کند. «سولو» رکورد پربازدیدترین ویدئو یک تک‌خوان زن کره‌ای در ۲۴ ساعت اول را شکست و این آهنگ به مدت دو هفته در صدر جدول گائون بود. کیم اولین جایزه صدر جدولی را در ۲۵ سپتامبر ۲۰۱۸ و از برنامه اینکی‌گایو دریافت کرد.
در سال ۲۰۲۲، گزارش شد که جنی نخستین بازیگری خود را در مجموعهٔ تلویزیونی آیدل، که توسط د ویکند، رضا فهیم و سام لوینسون برای اچ‌بی‌او ساخته شده است، انجام خواهد داد.

## استعداد هنری و وجهه

### تأثیرات و سبک موسیقی
جنی از ریانا به‌عنوان الگوی اصلی خود در موسیقی نام برده است. او در حین کار بر روی آلبوم، به ترانه‌های هنرمندانی از جمله لانا دل ری وبیلی آیلیش گوش می‌داد.

### مد
جنی از کودکی شروع به خواندن مجلات مد و بررسی سبک‌های مختلف لباس کرد.جنی دربارهٔ این مسئله گفته است: «دوران جوانی بخشی از زندگی مد بود و هنوز اولین خاطره خود را از خانه مد به یاد می‌آورم: به یاد دارم که وقتی کوچک بودم، لباس مادرم را نگاه می‌کردم و به دنبال شنل قدیمی می‌گشتم.»
او از مارس ۲۰۱۹ عضو برند شنل است.وی در عکس‌برداری برند شنل، در همان سال با خواننده فرانسوی ایتالیایی‌تبار ونسا پارادی، حضور یافت. سپس با دختر این خواننده، لی‌لی-رز دپ در مجلس مد حضور داشت.

## فیلم‌شناسی

### مجموعه‌های تلویزیونی
| سال  | عنوان                       | نقش               | توضیحات  | منابع        |
| ---- | --------------------------- | ----------------- | -------- | ------------ |
| ۲۰۱۸ | Village Survival, the Eight | عضو گروه بازیگران | —        | [ ۱۸ ]       |
| ۲۰۲۳ | آیدل                        | ن/م               | نقش اصلی | [ ۹ ] [ ۱۰ ] |

### برنامه‌های اینترنتی
| سال  | عنوان              | نقش  | توضیحات | منابع  |
| ---- | ------------------ | ---- | ------- | ------ |
| ۲۰۱۸ | جنی – خاطرات 'سولو | خودش | ۶ قسمت  | [ ۱۹ ] |

### حضور در موزیک ویدئوها
| سال  | عنوان            | آرتیست    | کارگردان   | مدت  | منابع  |
| ---- | ---------------- | --------- | ---------- | ---- | ------ |
| ۲۰۱۲ | «That XX»        | جی دراگون | هان سا-مین | ۳:۳۴ | [ ۲۰ ] |
| ۲۰۲۲ | «Shinigami Eyes» | گرایمز    | بی‌آرتی‌اچ‌آر | ۳:۲۰ | [ ۲۱ ] |